# 오쇼 라즈니쉬

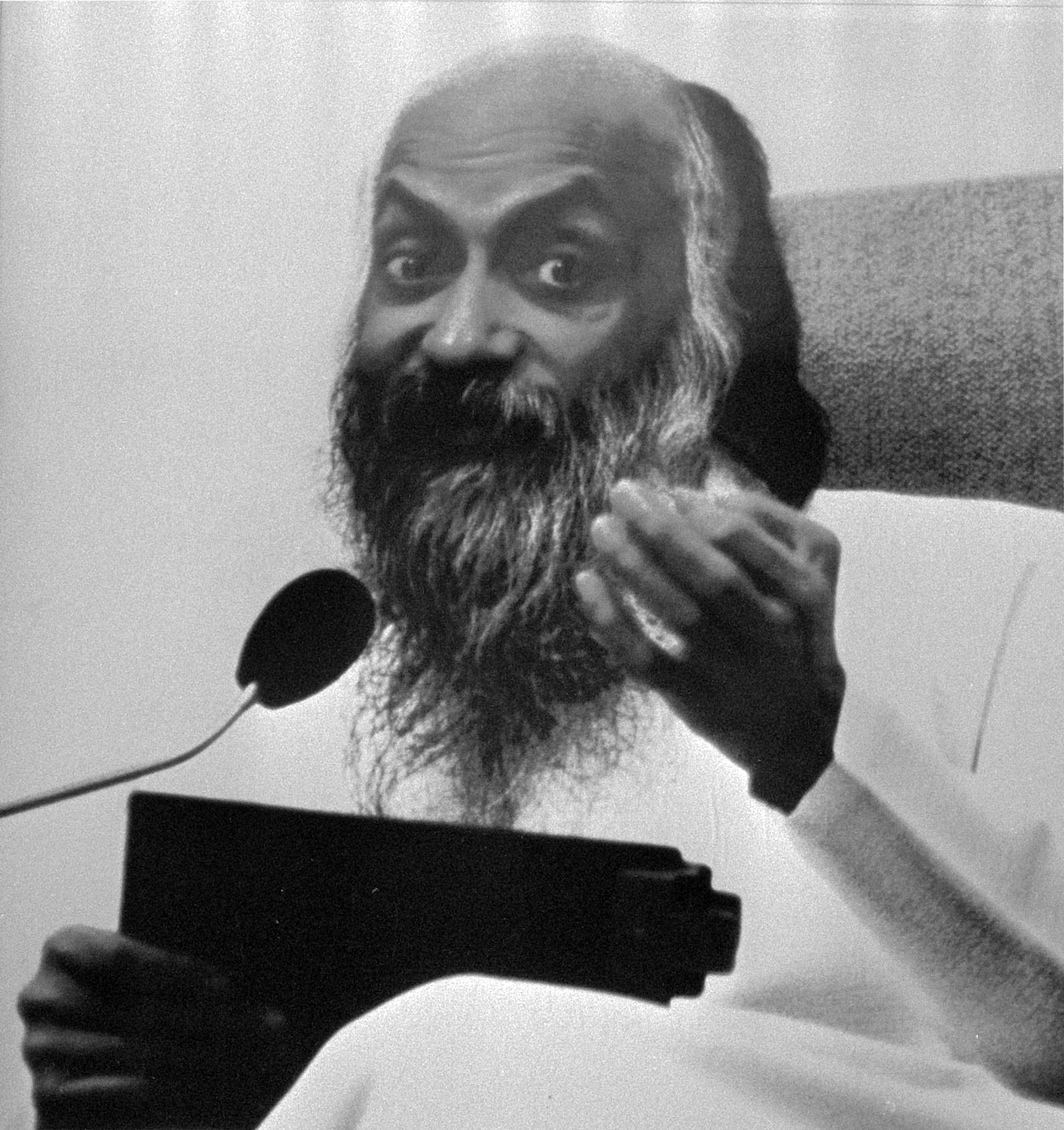

라즈니쉬 찬드라 모한 자인(힌디어: रजनीश चन्द्र मोहन जैन, 1931년 12월 11일 ~ 1990년 1월 19일)은 인도의 신비가, 구루 및 철학자이다. 1960년대 이후로 아차리아 라즈니쉬라는 이름으로도 알려졌으며, 1970년대와 1980년대에는 자신을 브하그완 슈리 라즈니쉬라 불렀고, 1989년에 '오쇼'라는 이름을 새로 택하여 그 뒤로는 주로 오쇼 라즈니쉬로 불린다.
오쇼는 1960년대에 철학 교수로서 인도를 돌아다니며 대중을 상대로 강연했다. 그는 사회주의와 마하트마 간디 및 기성 종교에 반대하고 성에 대한 개방적 태도를 지지하여 논란을 일으켰다. 1970년 오쇼는 제자를 받으며 정신 지도자로서의 삶을 시작했으며, 그 뒤로 세계의 종교적 경전이나 신비가 및 철학자들의 글을 재해석했다.